# Vương Hồng Chương
Vương Hồng Chương (tiếng Trung: 王洪章; bính âm: Wáng Hóngzhāng; sinh tháng 7 năm 1954) là một nhà kinh tế và chủ ngân hàng, từng là thủ lĩnh chính trị và chủ tịch Ngân hàng Xây dựng, một trong "tứ đại" ngân hàng ở Trung Quốc.
Vương là thành viên Ủy ban Trung ương Đảng Cộng sản Trung Quốc khóa XVIII. Ông là đại biểu của Đại hội đại biểu nhân dân toàn quốc lần thứ 10 và là thành viên của Ủy ban Kiểm tra Kỷ luật Trung ương khóa 17.